# Paraguaçu
Paraguaçu este un oraș în Minas Gerais (MG), Brazilia.